# Дубровка (Добрушский район)
Ду́бровка (бел. Ду́браўка) — деревня в Усохо-Будском сельсовете Добрушского района Гомельской области Республики Беларусь.

## География

### Расположение
В деревне расположена железнодорожная станция Мошок на ветке Тереховка — Круговец от линии Гомель — Унеча, в 69 км от Гомеля.

## Транспортная система
Транспортная связь по просёлочной, затем по автодороге Тереховка — Добруш. В деревне 130 жилых домов (2004 год). Планировка состоит из 2 параллельных улиц с ориентацией с юго-востока на северо-запад, соединённых переулками. Застройка двухсторонняя, деревянными домами усадебного типа.

## История
По письменным источникам известна с начала XVIII века как деревня в Речицком повете Минского воеводства Великого княжества Литовского. После 1-го раздела Речи Посполитой (1772 год) находилась в составе Российской империи. В 1776 году деревня находилась во владении фельдмаршала графа П.А. Румянцева-Задунайского, здесь располагалась корчма. С 1834 года — владение фельдмаршала графа И.Ф. Паскевича. В 1788 году — в Гомельской волости Белицкого уезда Могилёвской губернии. В 1816 году — в Зефельдской экономии Гомельского имения. В 1885 году имелись 3 ветряные мельницы. В 1897 году находились школа грамоты, хлебозапасный магазин, корчма, в Носовичской волости Гомельского уезда Могилёвской губернии.
В августе 1918 года во время германской оккупации возле деревни действовал партизанский отряд. В 1926 году в деревне действовали почтовое отделение и начальная школа.
С 8 декабря 1926 года до 30 декабря 1927 года — центр Дубровского сельсовета Краснобудского, с 4 августа 1927 года — Тереховского, с 25 декабря 1962 года — Добрушского районов Гомельского округа, с 20 февраля 1938 года — Гомельской области.
В 1930 году организован колхоз «Краснополье». Работали 2 кузницы, ветряная мельница. С 1932 года действует маслозавод.
Во время Великой Отечественной войны в 1941 году оккупанты частично сожгли деревню. В боях за деревню погибли 20 советских солдат, которые были похоронены в братской могиле. Освобождена 25 сентября 1943 года.
В 1959 году — в составе колхоза «Ленинский путь» с центром в деревне Красная Буда. Размещены школа, фельдшерско-акушерский пункт, Дом культуры, библиотека, магазин.
В 1964 году к деревне был присоединён посёлок Краснополье.
До 16 декабря 2009 года — центр Дубровского сельсовета.

## Население

### Численность
- 2004 год — 130 дворов, 223 жителя

### Динамика
- 1776 год — 21 двор, 153 жителя
- 1788 год — 187 жителей
- 1798 год — 240 жителей
- 1816 год — 57 дворов, 296 жителей
- 1834 год — 75 дворов, 416 жителей
- 1885 год — 89 дворов, 588 жителей
- 1897 год — 104 двора (согласно переписи)
- 1926 год — 482 жителя
- 1959 год — 453 жителя (согласно переписи)
- 1997 год — 158 дворов, 290 жителей[2]
- 2004 год — 130 дворов, 223 жителя

## Достопримечательность
- Братская могила (1943) —  Историко-культурная ценность Республики Беларусь, шифр 313Д000254

## Известные уроженцы
- М.Ф. Толкачёв — Герой Советского Союза